# Hopla
Hopla is een Vlaams televisieprogramma voor peuters en kleuters op Ketnet. Hopla is een 3D-figuurtje ontwikkeld door Bert Smets ontstaan in 1999.
Hopla werd voor het eerst uitgezonden in 2000 op Ketnet. Later werd het uitgezonden in 31 landen, waaronder België, Canada, Finland, Frankrijk, Japan, Polen en Zuid-Korea.
Een aflevering duurt vijf minuten. Er wordt niet in gesproken, enkel zegt Hopla in het begin van de aflevering zijn naam.
Sinds 25 juni 2025 heeft Bert Smets een opvolger van Hopla gemaakt, deze serie heet Timbalo.

## Figuren
- Hopla: een konijn dat avonturen beleeft met zijn vrienden.
- Lola: een poes die houdt van thee en koekjes.
- Nina: een beer die een eigen winkel heeft.
- Onki: een varken dat houdt van eten en slapen.

## Dvd's
- 1.1 Hopla gaat logeren: afleveringen 1 - 12.
- 1.2 De verkleedpartij: afleveringen 13 - 24.
- 1.3 Waar is poes?: afleveringen 26 - 37.
- 1.4 De appelboom: afleveringen 38 - 49.
- 2.1 De tekening van Hopla: afleveringen 53 - 64.
- 2.2 Een rare pick-nick: afleveringen 65 - 76.
- 2.3 Een mooie regenboog: afleveringen 77 - 88.
- 2.4 Lekkere koekjes: afleveringen 89 - 100.
- 3.1 Een fijn gevoel: afleveringen 105-116.
- 3.2 Een geschenk voor Onki: afleveringen 117-128.